# 8375 Kenzokohno
8375 Kenzokohno (1992 AP1) là một tiểu hành tinh vành đai chính được phát hiện ngày 12 tháng 1 năm 1992 bởi T. Seki ở Geisei.